# Styrian Panthers 2023
Questa voce raccoglie le informazioni riguardanti gli Styrian Panthers nelle competizioni ufficiali della stagione 2023.

## AFL - Division III 2023

### Stagione regolare
| Stockerau 8 aprile 2023, ore 15:30 3ª giornata | AFC Grizzlies | 103 – 0 (48-0 28-0 6-0 21-0) referto | Styrian Panthers | Stadion Alte Au |

| Klosterneuburg 23 aprile 2023, ore 15:00 Recupero 4ª giornata | Klosterneuburg Broncos | 64 – 0 (15-0 14-0 21-0 14-0) referto | Styrian Panthers | Broncos Field |

| Vienna 29 aprile 2023, ore 12:00 5ª giornata | Vienna Vikings 2 | 35 – 0 (a tavolino) referto | Styrian Panthers | Sportzentrum Ravelin |

| Mürzzuschlag 7 maggio 2023, ore 15:00 6ª giornata | Styrian Panthers | 0 – 63 (0-27 0-15 0-7 0-14) referto | Black Valley Wild | Freisportanlage Knappenhof |

| Gloggnitz 20 maggio 2023, ore 16:00 7ª giornata | Black Valley Wild | 86 – 0 referto | Styrian Panthers | ASK Payerbach-Schlöglmühl |

| Mürzzuschlag 28 maggio 2023, ore 15:00 8ª giornata | Styrian Panthers | 0 – 48 (0-7 0-28 0-13 0-0) referto | Vienna Vikings 2 | Freisportanlage Knappenhof |

| Mürzzuschlag 10 giugno 2023, ore 15:00 9ª giornata | Styrian Panthers | 0 – 40 (0-13 0-10 0-3 0-14) referto | Klosterneuburg Broncos | Freisportanlage Knappenhof |

| Mürzzuschlag 17 giugno 2023, ore 15:00 10ª giornata | Styrian Panthers | 0 – 50 (0-0 0-23 0-16 0-11) referto | AFC Grizzlies | Freisportanlage Knappenhof |

## Statistiche di squadra
| Competizione      | %Vittorie | In casa | In casa | In casa | In casa | In casa | In casa | In trasferta | In trasferta | In trasferta | In trasferta | In trasferta | In trasferta | Totale | Totale | Totale | Totale | Totale | Totale |
| Competizione      | %Vittorie | G       | V       | N       | P       | Pf      | Ps      | G            | V            | N            | P            | Pf           | Ps           | G      | V      | N      | P      | Pf     | Ps     |
| ----------------- | --------- | ------- | ------- | ------- | ------- | ------- | ------- | ------------ | ------------ | ------------ | ------------ | ------------ | ------------ | ------ | ------ | ------ | ------ | ------ | ------ |
| Stagione regolare | .000      | 4       | 0       | 0       | 4       | 0       | 201     | 4            | 0            | 0            | 4            | 0            | 288          | 8      | 0      | 0      | 8      | 0      | 489    |
| Totale            | .000      | 4       | 0       | 0       | 4       | 0       | 201     | 4            | 0            | 0            | 4            | 0            | 288          | 8      | 0      | 0      | 8      | 0      | 489    |